# مستشفى صحار
مستشفى صحار؛ هو أحد المستشفيات التابعة لوزارة الصحة في سلطنة عمان. تأسس في عام 1997 وهو مستشفى للرعاية الثالثية . يقع في منطقة مويلح بولاية صحار ويلبي الاحتياجات الصحية لسكان محافظة شمال الباطنة الممتدة من ولاية السويق إلى ولاية شناص.
المستشفى متعدد التخصصات يحتوي على وحدة العناية المركزة للبالغين مجهزة بالكامل بأحدث الأجهزة الطبية، ووحدة العناية المركزة للأطفال، ووحدة العناية القلبية بالإضافة إلى مرافق غسيل الكلى.
تتكون المرافق التشغيلية من جراحات المناظير في الجراحة، وجراحات البطن بالإضافة إلى جراحة تنظير المفاصل وجراحة الجيوب الأنفية بالمنظار.

## كلية الطب والعلوم الصحية
ويعد المستشفى مؤسسة تعليمية، حيث يضم كلية الطب والعلوم الصحية والتي كانت تُعرف بـ كلية عمان الطبية، وهي كلية تابعة للجامعة الوطنية للعلوم والتكنولوجيا.
وتضم الكلية في أقسام الحرم الجامعي قسم علم التشريح والأعصاب، وقسم الوظائف البشرية، وقسم علم الأدوية، وقسم علم الأحياء الدقيقة، وقسم علم الأمراض، وقسم العلوم الاجتماعية والسلوكية، وقسم الطب الباطني، وقسم الجراحة، وقسم أمراض النساء والتوليد، وقسم الكيمياء الحيوية، وقسم طب الأطفال، وقسم الصحة العامة، وقسم طب الأسرة.

## توسعة المستشفى
تمت توسعة المستشفى المرجعي بإشراف من شؤون البلاط السلطاني بهدف رفع الطاقة الاستيعابية، وتوفير بيئة صحية مناسبة للمراجعين فيه، وتلبية احتياجات أبناء المنطقة. حيث تمت زيادة عدد الأسرة ليكون الاجمالي ما يقارب 636 سريرًا في مختلف الوحدات. وبلغت التكلفة الإجمالية للتوسعة 28 مليون ريال عماني.
شملت توسعة المستشفى زيادة عدد الأسرّة في مختلف الأقسام، بالإضافة إلى تزويدها بأحدث الأجهزة، فقد تم تجهيز وحدة متكاملة للعناية المركزة تم تقسيمها إلى قسم خاص للكبار وقسم آخر للأطفال. وبسبب زيادة عدد المرضى المحتاجين للغسيل الكلوي، فقد تمت إضافة 25 سريرا بها أحدث الأجهزة لتقديم العلاج.
من جانب آخر، تم تزويد قسم الحوادث والطوارئ ب 68 سريرً إضافي. وتهيئة بعض وحدات الجراحة بتخصصات جديدة، مثل قسطرة القلب والتي تم الاهتمام بها بشكل خاص بأحدث التقنيات وتوفير جناح خاص بها، وبدأ تشغيل الوحدة لمرضى القلب مع توفير عددا من الأسرّة وغُرف العزل.
كما تمت توسعة قسم أمراض النساء والولادة وإضافة (33) سريرًا إلى القسم مع توسعة غرفة عمليات الجراحة الخاصة بها. وإضافة 20 سريرًا لوحدة الرعاية النهارية، وهي وحدة مختصة للمرضى ممن هم بحاجة إلى البقاء في المستشفى بعد العمليات التي تُجرى يوميا لفترة قصيرة، وتم إنشاء وحدة التصوير بالرنين المغناطيسي للوحدة.

## الخدمات التدريبية
يضم المستشفى قسم خاص بالتدريب والتأهيل، حيث يعنى هذا القسم بتقديم دورات وبرامج تدريبية للموظفين. بالإضافة إلى فتح المجال لمن يرغب بالتدريب من خارج طاقم العمل في المستشفى. وتهدف هذه البرامج إلى توسيع نطاق المعرفة وتدريب العمانيين وغيرهم لاكتساب الخبرات وتطوير المهارات.